# Chubby Checker
Chubby Checker (născut Ernest Evans; n. 3 octombrie 1941, Andrews⁠(d), Carolina de Sud, SUA) este un cantautor american de rock and roll. Este cunoscut pentru popularizarea stilului de  muzică și dans twist⁠(d).

## Biografie
Ernest Evans s-a născut în Spring Gully, din Carolina de Sud. Părinții săi, Raymond și Eartle Evans, s-au mutat în South Philadelphia împreună cu cei trei copii ai lor. La vârsta de opt ani, Ernest Evans a format un mic grup (street-corner harmony group) cu care cânta în stradă. După ce a intrat la liceu, a luat lecții de pian la Settlement Music School. Adesea își distra colegii de clasă interpretând hiturile din acea perioadă, îndeosebi cele ale lui Jerry Lee Lewis, Elvis Presley și Fats Domino. Unul dintre colegii și prietenii lui de la Philadelphia High School a fost Fabiano Forte, care va deveni un popular interpret al anilor 1950 și începutul anilor 1960 ca Fabian Forte⁠(en)[traduceți].

### Cariera
Chubby Checker și-a început cariera de cântăreț înregistrând un single pentru Dick Clark⁠(en)[traduceți], gazda și prezentatorului show-ului televizat American Bandstand⁠(en)[traduceți]. În show, el interpreta rolul unui profesor care avea o clasă de muzicieni indisciplinați. Checker îi imita pe Fats Domino, The Coasters, Elvis Presley, Cozy Cole, Ricky Nelson, Frankie Avalon și Fabian Forte,  cântând în stilul fiecăruia cunoscutul cântec pentru copii Mary Had a Little Lamb⁠(en)[traduceți] („Mary avea un mielușel”). Cu această ocazie și-a luat pseudonimul Chubby Checker. Dick Clark a trimis acest single ca felicitare de Crăciun, popularizându-l astfel. Piesa respectivă a primit reacții favorabile, iar compania de înregistrări Cameo-Parkway Records a încheiat un contract cu Chubby Checker. Intitulat The Class („Clasa”), single-ul este considerat prima înregistrare comercială făcută de Checker și s-a clasat pe locul 38 în primăvara anului 1959.
În iulie 1960, Chubby Checker a prezentat pentru prima dată versiunea sa de interpretare a hitului The Twist, la Clubul Rainbow din Wildwood, New Jersey. Melodia, compusă în 1959 de Hank Ballard⁠(en)[traduceți] și lansată de acesta împreună cu formația sa, The Midnighters, avusese deja succes, ajungând pe locul 16 în clasamentul Billboard la secțiunea Rhythm and blues, dar în interpretarea lui Chubby Checker a avut un succes răsunător, trecând pe locul 1 în Billboard Hot 100. Între 1960-1965, 
s-au vândut peste 15 milioane de exemplare ale discului The Twist înregistrat de Chubby Checker, acesta fiind distins cu mai multe „discuri de aur” de către Recording Industry Association of America.
A urmat o succesiune de piese muzicale de succes bazate pe ritmuri de dans, single-urile respective ocupând locuri de frunte în topuri: "The Hucklebuck" (#14), "The Fly" (#7), "Dance the Mess Around" (#24) și "Pony Time", care a devenit al doilea single al lui Chubby Checker (după The Twist) care a ocupat primul loc în topul Billboard.
În 1961 Chubby Checker a câștigat Premiul Grammy pentru cea mai bună performanță vocală solo la secțiunea Rock and Roll. Duetul său cu Dee Dee Sharp, "Slow Twistin'" (1962), a ajuns pe locul 3 în topurile din SUA. De asemenea, "Limbo Rock" a ajuns pe locul 2, în toamna anului 1962, acesta fiind ultimul single al lui Chubby Checker care a intrat în Top Ten Hit. El a continuat să se situeze în Top 40, cu alte single-uri, până în 1965, dar schimbările din gustul publicului au dus la ieșirea lui din topuri. A petrecut o mare parte din restul anilor '60 făcând înregistrări și concerte în Europa.
În iulie 2008 single-ul său "Knock Down the Walls" a reușit să se claseze pe locul 1 în topul Billboard, la secțiunea Dance.
La 25 februarie 2013 Chubby Checker a lansat balada rock "Changes", prin intermediul iTunes; piesa a fost postată pe YouTube la 28 aprilie 2013, acumulând peste 100.000 de vizualizări. Single-ul a ajuns pe locul 43 în Mediabase Top 100 AC Chart și pe locul 41 în Gospel Chart. Chubby Checker a cântat această piesă muzicală, în direct, la emisiunea Morning Concert de la NBC's Today Show din 5 iulie 2013.

### Viața personală
La 12 decembrie 1963, Chubby Checker, deja milionar la vârsta de 22 de ani, a cerut-o în căsătorie pe Catharina Lodders, o olandeză de 21 de ani originară din Haarlem, fotomodel și Miss World în 1962. Căsătoria lor a avut loc la 12 aprilie 1964 în Biserica Luterană din Pennsauken, New Jersey. Primul lor copil, Bianca Johanna Evans, s-a născut la 8 decembrie 1966, în Philadelphia.
De asemenea, Chubby Checker este tatăl lui Mistie Bass, jucătoare profesionistă de baschet.

## Premii

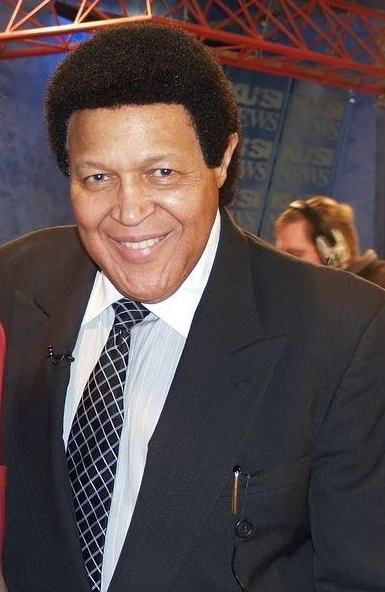
Chubby Checker în timpul unui interviu televizat (2008)

În 2008, The Twist, în interpretarea lui Chubby Checker, a fost recunoscut de Billboard ca fiind cel mai mare chart hit din toate timpurile. De asemenea, Chubby Checker a fost onorat de Settlement Music School, la celebrarea centenarului acesteia, prin includerea sa în Settlement 100, o listă a persoanelor notabile având legătură cu această școală.
A primit prestigiosul premiu Sandy Hosey Lifetime Achievement, decernat de Artists Music Guild, la 9 noiembrie 2913. Premiul i-a fost înmânat de către vechiul său prieten Dee Dee Sharp.

## Hituri lansate
1959:
- The Class (#38).

1960:
- The Twist (#1)
- The Hucklebuck (#14)

1961:
- Pony Time (#1)
- Dance the Mess Around (#24)
- Twistin' U.S.A. (#68)
- Let's Twist Again (#8)
- The Fly (#7)
- The Twist (#1)
- Jingle Bell Rock (cu Bobby Rydell) (#21)

1962:
- Slow Twisting' (cu Dee Dee Sharp) (#3)
- Dancin' Party (#12)
- Twistin Round the World
- Limbo Rock (#2)
- Popeye The Hitchhiker (#10)

1963:
- Twenty Miles (#15)
- Let's Limbo Some More (#20)
- Birdland (#12)
- Twist It Up (#25)
- Loddy Lo (#12)
- Hooka Tooka (#17)

1964:
- Hey, Bobba Needle (#23)
- Lazy Elsie Molly (#40)
- You Stopped Twisting. Why? (#34)

1965:
- Let's Do the Freddie (#40)
- Baby Baby Balla Balla (cu formația olandeză ZZ & the Maskers)
- Stopping in Las Vegas (cu formația olandeză ZZ & the Maskers)

1969:
- Back in the U.S.S.R. (#82)

1982:
- Running (#92)

1988:
- The Twist (Yo, Twist!) (cu Fat Boys) (#16)

1989:
- 20 Twistin' Hits

2008:
- Knock Down the Walls (#1 Dance, #29 Adult Contemporary)

2013:
- Changes